# العتبة الخضراء (فلم)
العتبة الخضراء هو فيلم مصري عرض عام 1959، بطولة صباح وأحمد مظهر وإسماعيل ياسين، تأليف جليل البنداري وإخراج فطين عبد الوهاب.

## قصة الفيلم
يصل شاب ساذج من الصعيد، يلتقي في القاهرة بشاب وسيم فيصادقه، وهو في الحقيقة محتال يوهمه بأن في إمكانه أن يبيع له ميدان العتبة الخضراء. يصدق الشاب الصعيدي ويضع كل أمواله في مسألة شراء ميدان العتبة الخضراء، وعلى الجانب الأخر هناك مطربة شابة تحلم بالشهرة والمجد الفني، وتقع هي أيضا في حبائل المحتال.

## طاقم التمثيل
- صباح
- أحمد مظهر
- إسماعيل ياسين
- هدى شمس الدين
- عمر الحريري
- زينات صدقي
- رياض القصبجي
- سعيد خليل
- فتحية شاهين
- محمد الديب
- اعتدال شاهين
- نظيم شعراوي
- إدمون تويما
- عبد الغني النجدي
- حسن أتلة
- عبد المنعم إسماعيل
- أسعد مصطفى
- أحمد لوكسر
- محسن حسنين

## فريق العمل
- إخراج: فطين عبد الوهاب
- تأليف: جليل البنداري
- مدير التصوير: علي حسن
- مونتاج: إميل بحرى، حسين أحمد
- إنتاج: محمود فريد
- توزيع: عبد الرحيم يزدي

## روابط خارجية
- مقالات تستعمل روابط فنية بلا صلة مع ويكي بيانات